# Пунушъяун
Пунушъяун (устар. Пунуш-Яун) — река в России, протекает по Сургутскому району Ханты-Мансийского АО. Устье реки находится в 30 км по левому берегу реки Энтль-Юхлынгъяун. Длина реки составляет 27 км.

## Данные водного реестра
По данным государственного водного реестра России относится к Верхнеобскому бассейновому округу, водохозяйственный участок реки — Обь от города Нефтеюганск до впадения реки Иртыш, речной подбассейн реки — Обь ниже Ваха до впадения Иртыша. Речной бассейн реки — (Верхняя) Обь до впадения Иртыша. Притоки — Айяун и Полынгъявин.
Код объекта в государственном водном реестре — 13011100212115200045969.